# Schloss Schechen

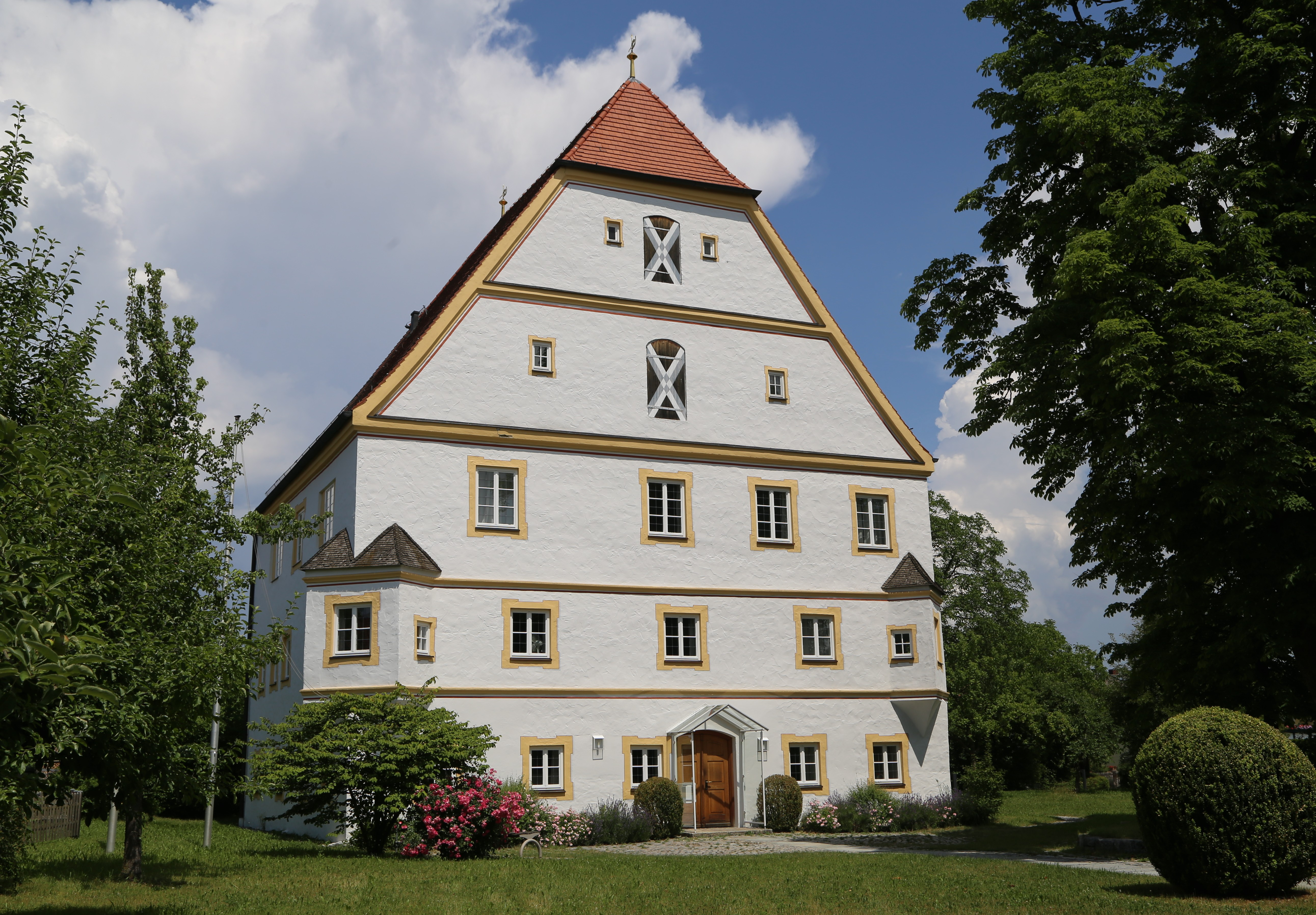
Heutiges Rathaus in der Rosenheimer Str. 13

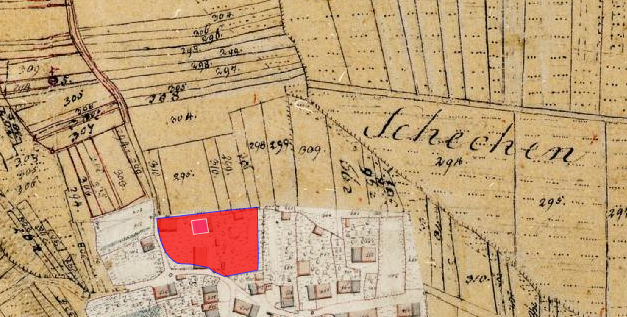
Lageplan von Schloss Schechen auf dem Urkataster von Bayern

Schloss Schechen ist ein ehemaliges Schloss und seit 1978 Rathaus der oberbayerischen Gemeinde Schechen, Landkreis Rosenheim. Die Anlage ist unter der Aktennummer D-1-87-142-7 als denkmalgeschütztes Baudenkmal von Schechen verzeichnet. Ebenso wird sie als Bodendenkmal unter der Aktennummer D-1-8038-0120 im Bayernatlas als „untertägige spätmittelalterliche und frühneuzeitliche Befunde im Bereich des Schlosses in Schechen und seines Vorgängerbaus“ geführt.

## Geschichte
Der erste bekannte Besitzer des Schechener Schlossgutes war um 1400 Ortlieb der Dorfpekch zu Schechen. Damals dürfte das Schlossgut noch ein größerer Bauernhof gewesen sein. In der 2. Hälfte des 16. Jahrhunderts erfolgte die Errichtung eines Neubaus. Als Besitzer folgte die Familie von Dannel (auch Daniel oder Tannel), die von 1419 bis 1628 den Edelsitz (später Hofmark) Schechen innehatte. Es folgten die Schwabach, die Schrenkh und schließlich der Chorherr Georg Ignaz von Schiestl. Der Bürgerliche Jakob Krämer (Kramer, Kranner) kaufte den Adelssitz am 27. Juli 1809. Während der nächsten 100 Jahre wechselten die Eigentümer häufig. Am 13. Juni 1902 ersteigerte der Rotter Bierbrauer Georg Kaiser das Anwesen und nutzte das bereits 1870 in eine Gastwirtschaft umgewandelte Gebäude. Am 20. Januar 1987 kaufte die Gemeinde Schechen von Brigitte Wasum das Schechener Schloss und baute es zum Rathaus um.

## Beschreibung
Der Schlossbau ist dreigeschossig mit steilem Krüppelwalmdach und zwei über Eck gestellten Erkern am Obergeschoss. Er stammte aus der zweiten Hälfte des 16. Jahrhunderts.